# Fish Hawk
Fish Hawk es un lugar designado por el censo ubicado en el condado de Hillsborough en el estado estadounidense de Florida. En el Censo de 2010 tenía una población de 14.087 habitantes y una densidad poblacional de 332,01 personas por km².

## Geografía
Fish Hawk se encuentra ubicado en las coordenadas 27°50′51″N 82°13′4″O / 27.84750, -82.21778. Según la Oficina del Censo de los Estados Unidos, Fish Hawk tiene una superficie total de 42.43 km², de la cual 41.99 km² corresponden a tierra firme y (1.03%) 0.44 km² es agua.

## Demografía
Según el censo de 2010, había 14.087 personas residiendo en Fish Hawk. La densidad de población era de 332,01 hab./km². De los 14.087 habitantes, Fish Hawk estaba compuesto por el 88.07% blancos, el 4.16% eran afroamericanos, el 0.13% eran amerindios, el 3.54% eran asiáticos, el 0.06% eran isleños del Pacífico, el 1.48% eran de otras razas y el 2.57% pertenecían a dos o más razas. Del total de la población el 11.68% eran hispanos o latinos de cualquier raza.